# 水口桥站
水口桥站是位于湖南省永州市冷水滩区水口桥的一个铁路车站，邮政编码425112。车站建于1957年，有湘桂铁路经过该站，现仅办理货运，不办理客运业务，车站及其上下行区间均未电气化。车站距离衡阳站112公里，隶属广铁集团，是五等站。